# ساعة الصفر (مسلسل)
ساعة الصفر مسلسل كويتي عُرض عام 2016 عن رواية للكاتب محمد الكندري بعنوان أسرار بنت أبوها، قام بإخراج العمل المخرجة الاماراتية نهلة الفهد.

## ملخص القصة
في قالب اجتماعي تتناول أحداث المسلسل قصة الفتاة أسرار التي يتخلى عنها والدها، ويطلق والدتها وهي جنين في بطنها لإرضاء زوجته الأولى، ثم تتوالى السنون، وتكبر أسرار وتقرر تلقين والدها درسا عن الأبوة لا ينساه.

## بطولة
| الممثل(ة)      | الشخصية  |
| -------------- | -------- |
| إبراهيم الحربي | جاسم     |
| الاء شاكر      | عواطف    |
| زهرة الخرجي    | بدرية    |
| بثينة الرئيسي  | اسرار    |
| يعقوب عبد الله | حسين     |
| هيفاء حسين     | تهاني    |
| ليلى عبد الله  | مها      |
| محمد صفر       | عبد الله |
| فهد باسم       | حمد      |
| فرح الصراف     | شوق      |
| حبيب غلوم      | منصور    |
| فهد الصالح     | فهد      |